# Феліче Джардіні
Феліче Джардіні (італ. Felice Giardini, має прізвисько Деджардіно, італ. Degiardino; 12 квітня 1716, Турин, Савойське герцогство — 8 червня 1796, Москва, Російська імперія) — італійський композитор і скрипаль.

## Життєпис
Феліче Джардіні народився 12 квітня 1716 року в Турині, в герцогстві Савойському, в сім'ї музиканта, вихідця з Франції на прізвище Жарден (фр. Jardin). Незважаючи на те, що вже в ранньому дитинстві в ньому проявився талант скрипаля, батько відправив його в Мілан служити в соборі, де майбутній композитор навчався співу, композиції та грі на клавесині у Джузеппе Паладіні. Потім він повернувся в Турин і продовжив навчання гри на скрипці у Джованні Баттіста Соміса. У віці 12 років Феліче Джардіні був прийнятий на місце скрипаля в оркестр оперного театру в Римі, а пізніше на те ж місце в оркестр театру Сан-Карло в Неаполі, де незабаром отримав місце віце-капельмейстера. У цьому статусі він брав участь в постановках 30 травня 1747 року опери «Евмен» і 4 листопада 1748 року опери «Еціо». Його віртуозне виконання на скрипці й імпровізації високо оцінив автор обох опер — Нікколо Йоммеллі. Про гру музиканта в своїй книзі «Музична подорож Італією» згадує Чарльз Берні.
Феліче Джардіні вирішив продовжити кар'єру сольного виконавця. Він відправився в турне, виступаючи з концертами при європейських королівських дворах. Після великого успіху в Берліні, музикант дав концерт в Парижі і прибув до Лондона. Тут його перший концерт, відбувся 27 квітня 1751 року, він був прихильно прийнятий публікою, що забезпечило йому заступництво представників місцевої аристократії. Незабаром він отримав визнання як скрипаль-віртуоз. З 1751 по 1755 роки головні виступи музиканта проходили в залі на Дін-стріт в Лондоні. Між 1753 і 1754 роками композитор одружився зі співачкою Марією Вестріс, але шлюб був недовгим. У 1754 році він відродив оркестр і театр Італійської опери і керував ним протягом тридцяти років. В цей час написав ряд опер.
У 1773 році в Лондоні Феліче Джардіні виступив дуетом зі скрипалем Вільгельмом Крамером. Він також брав участь в концертах Йоганна Кристіана Баха і Карла Фрідріха Абеля, іноді граючи на альті. З 1770 по 1776 рік гастролював Англією в складі оркестру. Феліче Джардіні був також відомим музичним педагогом й імпресаріо. З 1774 по 1779 рік він диригував оркестром під час концертів у Пантеоні на Оксфорд-стріт у Лондоні. У 1776—1777 і 1782—1783 роках займав місце диригента оркестру Королівського театру.
У 1784 році музикант вирушив в Неаполь, де протягом декількох років перебував на службі у Вільяма Ґамільтона, посла Великої Британії в королівстві Неаполь. Тут він безуспішно намагався заснувати власний театр. У 1790 році спробував повернутися в театр Італійської опери в Лондоні, і теж безуспішно. Після 1792 року композитор покинув Англію і відправився в Санкт-Петербург, але й тут його спіткала невдача.
Феліче Джардіні помер в крайній убогості 8 червня 1796 року в Москві, в Російській імперії.

## Творча спадщина
Творча спадщина композитора складає 8 опер (3 опери втрачені, у 4 збереглася музика), 2 ораторії, численні камерні та вокальні твори.